# 폰타두솔

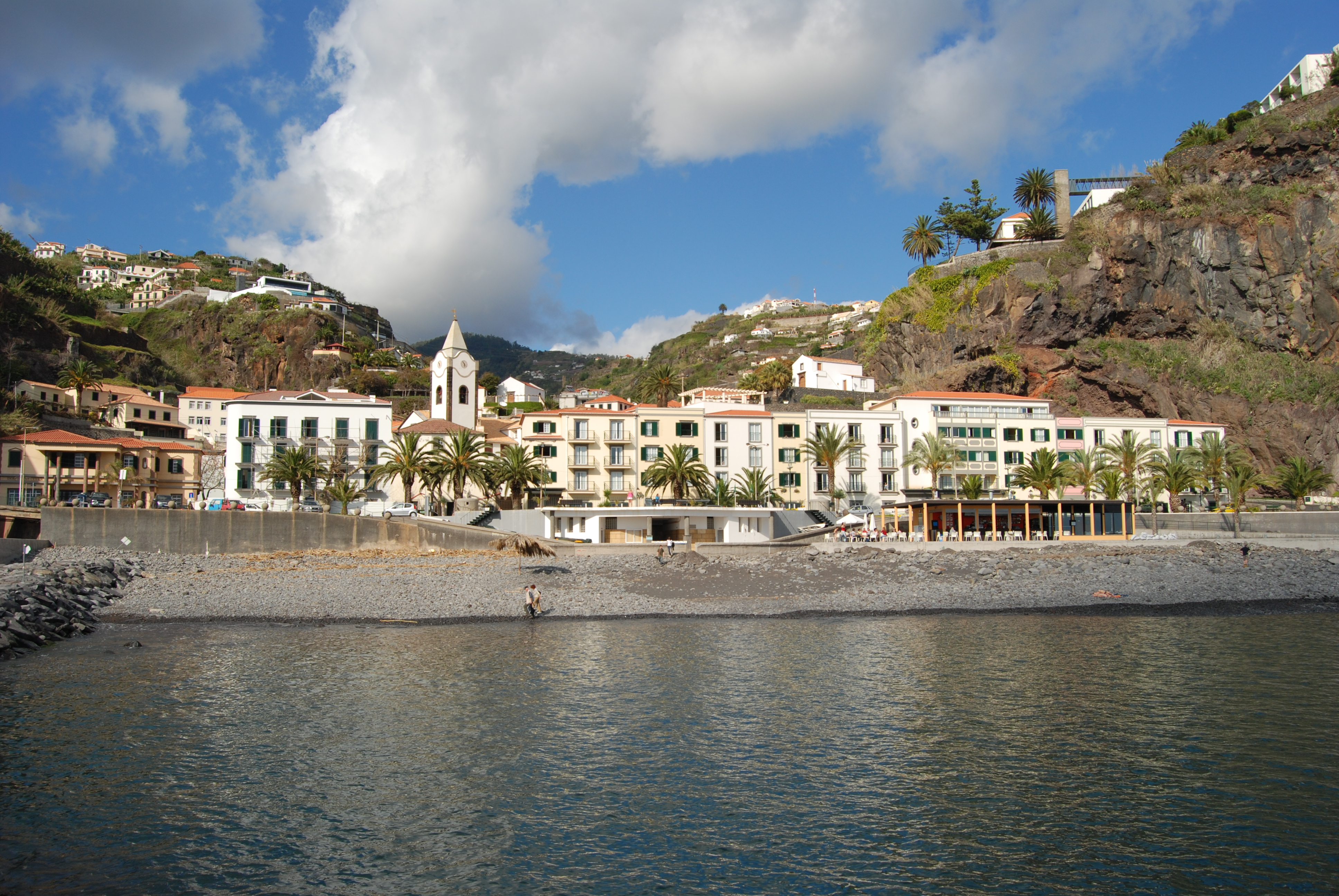
폰타두솔

폰타두솔(포르투갈어: Ponta do Sol)은 포르투갈 마데이라 제도의 섬 중 하나인 마데이라섬 남서부에 위치한 도시이다. 면적은 46.19km2, 인구는 2011년 기준으로 8,862명이다. 히베이라브라바와 칼례타 사이에 위치하며 푼샬과 인근 도시들을 연결하는 도로와 접한다.